# Attenuipyga minor
Attenuipyga minor är en insektsart som beskrevs av Henry Fairfield Osborn 1920. Attenuipyga minor ingår i släktet Attenuipyga och familjen dvärgstritar. Utöver nominatformen finns också underarten A. m. setosa.